# Mary Lou McDonald
Mary Louise McDonald, en irlandès Máire Labhaoise Ní Dhomhnaill, (Dublín, 1 de maig de 1969) és una política irlandesa, presidenta del Sinn Féin des del 10 febrer de 2018, substituint Gerry Adams. Ha estat una Teachta Dála des de 2011. Prèviament ha treballat com a eurodiputada al Parlament Europeu entre 2004 i 2009, i vicepresidenta del Sinn Féin sota el lideratge de Gerry Adams des de 2009 fins al 2018.

## Biografia
Dublinesa de naixement, McDonald va ser educada en Notre Dame Des Missions a Churchtown; en el Trinity College de Dublín; a la Universitat de Limerick i a la Dublin City University, estudiant Literatura Anglesa, Estudis d'Integració Europea i Gestió de Recursos Humans. La seva carrera inclou diversos càrrecs, com a assessora a l'Irish Productivity Centre, investigadora a l'Institut d'Assumptes Europeus i instructora al Partnership Unit of Educational and Training Services Trust.
Originalment va ser membre del partit Fianna Fáil, encara que el va abandonar l'any 1998. Durant aquesta etapa va treballar com a sotssecretària del Congrés Nacional Irlandès.

## Dáil Éireann
McDonald es va presentar sense èxit a la circumscripció de Dublín Oriental pel Sinn Féin en les eleccions generals de 2002, aconseguint un 8,02 % dels vots. Tampoc va tenir èxit en la seva candidatura a la circumscripció de Dublín Central en les eleccions generals de 2007.
Es va presentar de nou a la circumscripció de Dublín Central en les eleccions generals de 2011, aquesta vegada aconseguint el 13,1 % dels vots i acta de Dáil Éireann. Va ser reelegida en les eleccions generals de 2016 aconseguint el primer lloc en la circumscripció de Dublín Central. És membre del Public Accounts Committee.
Al novembre de 2014, McDonald va refusar abandonar el seu lloc de Dáil malgrat que va ser suspesa en una votació, després de qüestionar repetidament a la Tánaiste Joan Burton sobre les tarifes de l'aigua.

## Parlament Europeu
L'any 2004, McDonald va ser la primera membre del Sinn Féin a assumir un escó d'eurodiputada per Irlanda durant les eleccions al Parlament Europeu de 2004, rebent més de 60.000 vots. Va ser una de les dues eurodiputades del Sinn Féin al Parlament Europeu, sent Bairbre de Brún la segona, representant Irlanda del Nord. L'any 2007, va ser guardonada amb el premi “Eurodiputada de l'Any” per la revista del Parlament Europeu destacant la seva “gran contribució en el camp de polítiques d'ocupació”. Durant la seva etapa en el càrrec, va liderar la campanya del Sinn Féin contra el Tratact Lisboa, que va ser rebutjat per Irlanda l'any 2008. McDonald va ser membre del Comitè d'Ocupació i Assumptes Socials del Parlament Europeu i del Comitè de Llibertats Civils.
Per a les eleccions al Parlament Europeu de 2009, el nombre de seients de Dublín al Parlament va ser reduït de quatre a tres. McDonald va disputar el seu lloc contra el candidat del Fianna Fáil, Eoin Ryan, i el candidat socialista, Joe Higgins. McDonald va perdre el càrrec en favor de Higgins. Al 2012, McDonald va ser premiada com a “Política de l'Oposició de l'Any” pel programa Tonight with Vincent Browne de TV3.